# 21472 Stimson
21472 Stimson este un asteroid din centura principală de asteroizi.

## Descriere
21472 Stimson este un asteroid din centura principală de asteroizi. A fost descoperit pe 21 aprilie 1998 la Socorro, New Mexico, în cadrul proiectului LINEAR. Asteroidul prezintă o orbită caracterizată de o semiaxă mare de 2,37 ua, o excentricitate de 0,07 și o înclinație de 6,3° în raport cu ecliptica.